# Zénón paradoxonjai

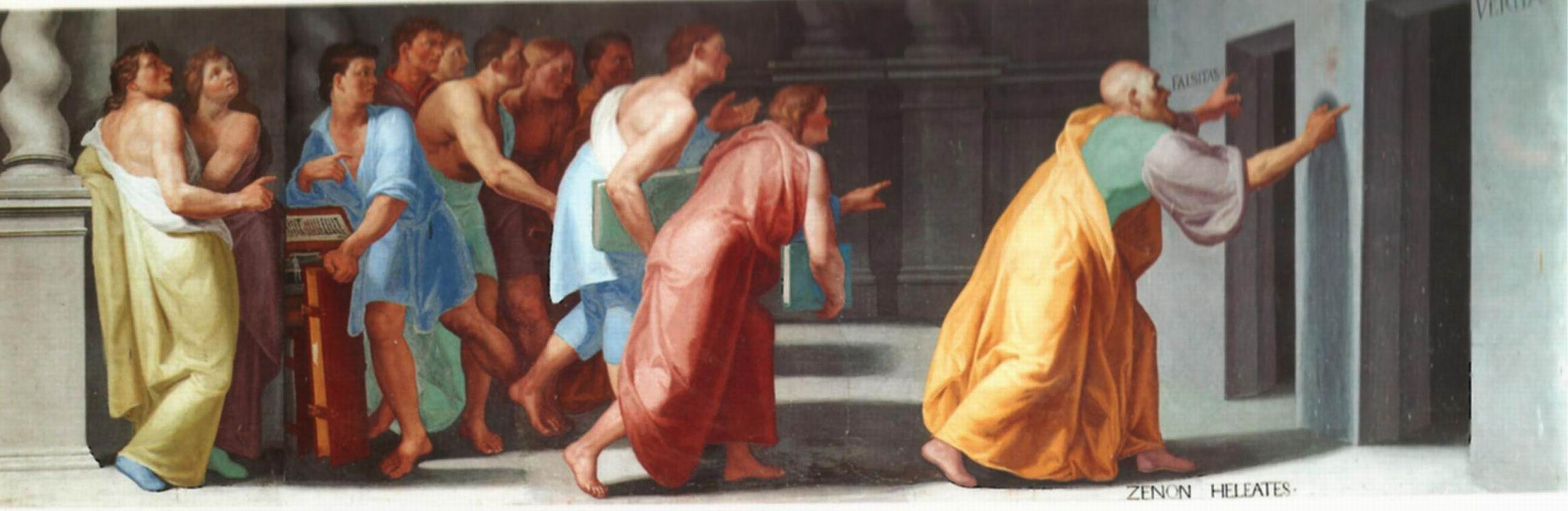
Zénón és tanítványai, Zénón pénzért tanított, egy kurzusa száz minába került

Zénón paradoxonjainak azokat a paradoxonokat nevezzük, amelyeket az eleai Zénón ötlött ki Parmenidész elméletének alátámasztására, miszerint az érzékek által alkotott kép félrevezető, konkrétabban, hogy a mozgás csak illúzió, valójában nem létezik.
Zénón nyolc fennmaradt (és Arisztotelész Fizika c. művében leírt) paradoxonja nagyjából mind ugyanarra az alapgondolatra épül, és legtöbbjét már az ókorban is könnyen cáfolhatónak tartották. A három leghíresebb és legjobban védhető alább olvasható.
(1.: Akhilleusz és a teknős paradoxonja 2.: A fának hajított kő paradoxonja 3.: A nyílvessző paradoxonja)
Ez a három paradoxon sok fejtörést okozott számos ókori és középkori filozófusnak. Newton és Leibniz az analízis területén (elsősorban a végtelen sorozatok kezelésében) elért áttöréseinek köszönhetően váltak feloldhatóvá a 17. században. Azt, hogy a valós számok megalapozása és általában a hagyományos matematika számára nem jelentenek problémát, a 19. században sikerült végleg belátni; amikor az analízis eszközeinek megújításával a matematikusok számos nehéz problémát oldottak meg.

## Akhilleusz és a teknős

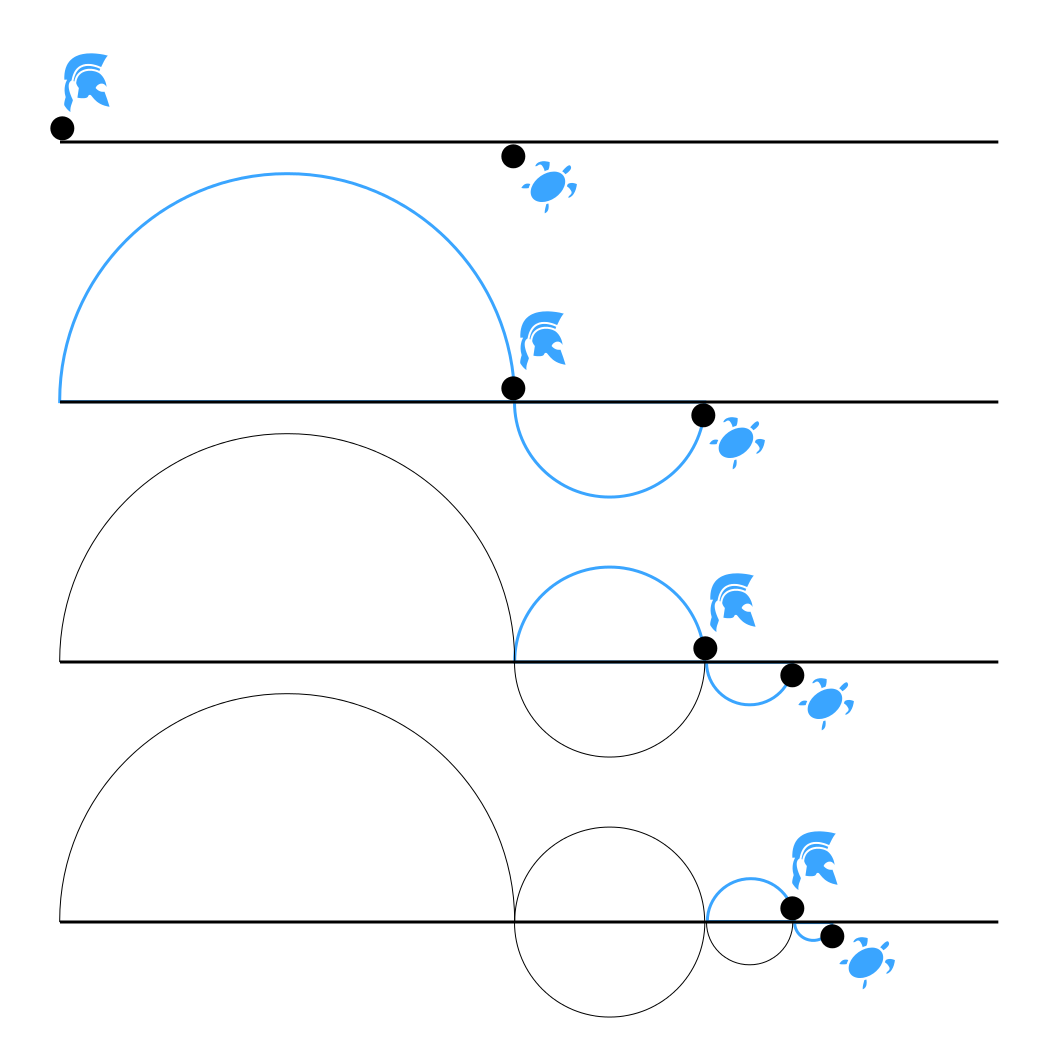
Akhilleusz és a teknős

Képzeljük el Akhilleuszt, a leggyorsabb görögöt, amint versenyt fut egy teknőssel. Mivel olyan gyors, nagyvonalúan száz láb előnyt ad a hüllőnek. Alighogy elindul a verseny, Akhilleusz pár ugrással ott terem, ahol a teknős kezdett. Ezalatt az idő alatt azonban a teknős is haladt egy keveset, talán egy lábnyit. Akhilleusz egy újabb lépéssel ott terem, ám ezalatt a teknős ismét halad egy kicsit, és még mindig vezet. Akármilyen gyorsan is ér Akhilleusz oda, ahol a teknős egy pillanattal korábban volt, amaz mindig egy kicsit előrébb lesz. Zénón érvelése azt látszik igazolni, hogy Akhilleusz sohasem fogja megelőzni, de még csak utolérni sem a teknőst.
Ma már tudjuk, hogy végtelen sok szám összege is adhat véges eredményt. A paradoxon esetében, ha összeadjuk a végtelen sok apró időszeletet, amit az egyes lépések igénybe vesznek, véges időt kapunk eredményül, méghozzá pontosan annyit, amennyire Akhilleusznak szüksége van, hogy utolérje a teknőst. Ha ennél több időt adunk, természetesen meg is előzi.
Ezt a megoldást egyesek bölcseleti alapon megkérdőjelezik, mondván, hogy végtelen sok számhoz vagy végtelen sok apró időszelethez végtelen ideig kellene az összeadást folytatni, így soha nem érhetnénk célba. A végtelenhez pedig több időt adni – e nézet szerint – eleve abszurditás, hiszen a végtelen minden lehetőséget magában foglal, így nem lehet ahhoz hozzáadni vagy elvonni. Ezt a nézetet az úgynevezett újzénoniánusok képviselik.

## A fának hajított kő
Ez a paradoxon az előző egy variánsa. Zénón nyolc lábnyira áll egy fától, kezében egy követ tart. A követ a fa felé hajítja. Ahhoz, hogy a kő eltalálja a fát, először meg kell tennie a köztük lévő távolság, azaz a nyolc láb felét, ehhez pedig valamennyi időre van szüksége. Ezután még mindig hátra van négy láb, ennek megtételéhez pedig először ennek a felét, vagyis további két lábat kell repülnie, és ehhez ismét adott idő kell. Ezután további egy, majd fél, majd negyed lábat kell megtennie, és így tovább a végtelenségig. Zénón következtetése: a kő sohasem éri el a fát.

## A nyílvessző

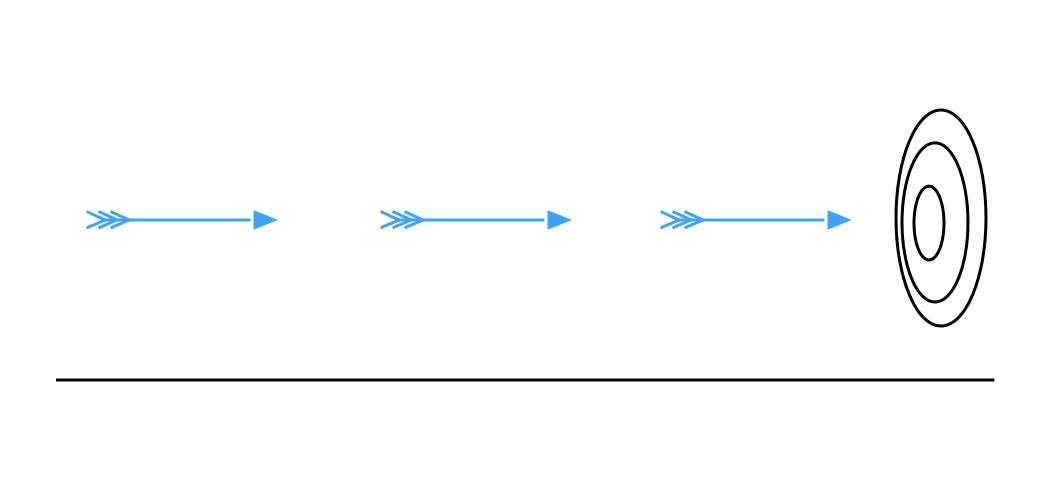
A nyílvessző paradoxon

Itt egy repülő nyílvesszőt kell elképzelnünk. Bármely időpillanatban a nyíl a levegő egy ismert pontján tartózkodik. Ha ennek a pillanatnak nincs időbeli kiterjedése, akkor a nyílnak „nincs ideje”, hogy elmozduljon, tehát nyugalomban kell, hogy legyen. Hasonló logikával belátható, hogy az ezt követő pillanatokban is nyugalomban van. Mivel ez az idő bármelyik pillanatára igazolható, a nyílvessző egyáltalán nem mozoghat: a mozgása csak illúzió.
Zénón ez alapján azt állítja, hogy a mozgás csak illúzió, valójában nem létezik, így tehát sebességről sincs értelme beszélni, sem annak határértékéről.
A feloldás szerint pusztán azért, mert egy kimerevített pillanatban a nyíl állni látszik, nem mondhatjuk, hogy valóban nem mozog, mivel a nyugalom csak időben elnyújtva értelmezhető. Ahhoz, hogy a nyíl nyugalmát ellenőrizzük, több különböző pillanatot kell vizsgálni, ezekben pedig a nyíl nyilvánvalóan különböző helyeken tartózkodik, tehát mozog.
A pontosabb vizsgálathoz ismét a differenciálszámításhoz kell nyúlni. Ezáltal a nyíl különböző időbeli helyzetei és a sebessége között pontos összefüggést állíthatunk fel a határérték-számítás segítségével. Attól, hogy a kiválasztott időszelet hossza nullához tart, a megtett távolság és az eltelt idő hányadosa (a sebesség) nem kell, hogy szintén nullához tartson. A valóságban egy véges, nem nulla értékhez konvergál: ez az érték a nyíl sebessége a kimerevített időpillanatban.

## Kvantum-Zénón-paradoxon
Modern kvantummechanikai eredmények igazolják, hogy a kvantumoknak nem lehet tetszőleges pontossággal megfigyelni egyszerre két tulajdonságát. Például, minél pontosabban megfigyeljük a térbeli helyét, egy bizonyos szinten túl az impulzus rovására megy, és fordítva. (Sokan összekeverik a megfigyelő hatásával.) Ez a jelenség sokakat emlékeztetett Zénón nyílvessző-paradoxonjára (a nyílnak sincs sebessége, ha egy adott pillanatban megfigyeljük), ezért elnevezték kvantum-Zénón-paradoxonnak.